# Mojtaba Abedini
Mojtaba Abedini Shourmasti (en persan : مجتبی عابدینی شورمستی), né le 11 août 1984 à Téhéran, est un escrimeur iranien. Il est devenu en 2012 le premier escrimeur iranien qualifié pour les Jeux olympiques et en 2016, il termine à la quatrième place des Jeux de Rio de Janeiro.

## Carrière
Mojtaba Abedini emmène l'équipe d'Iran à une première médaille internationale, celle de bronze, aux championnats d'Asie 2010 à Séoul. En 2012 à Wakayama, l'équipe iranienne répète sa performance, mais c'est à titre individuel qu'Abedini écrit une page de l'histoire de l'escrime de son pays, en remportant le tournoi de qualification pour les Jeux olympiques de Londres 2012, devenant le premier escrimeur iranien à obtenir un billet pour les Jeux olympiques. Sur place, il est éliminé dès le premier tour par le Roumain Florin Zalomir (15-7). Par la suite, Abedini confirme ses progrès en individuel en allant chercher le bronze aux championnats d'Asie 2013 à Shanghai puis l'argent en 2014 à Suwon. Par équipes, deux nouvelles médailles viennent s'ajouter à son palmarès : l'argent en 2013 et le bronze en 2014. De surcroît, l'équipe d'Iran obtient la médaille d'argent aux Jeux asiatiques de 2014 à Incheon.
De nouveau, il prend part aux Jeux olympiques de Rio de Janeiro en 2016 (qualifié par le biais de son classement mondial). Il s'y qualifie pour les demi-finales des avec des victoires convaincantes contre les têtes de série 4 et 5 Gu Bon-gil et Vincent Anstett. Mais il est battu d'une touche par Daryl Homer, et subit la loi du vainqueur de la coupe du monde, le Coréen Kim Jung-hwan, lors de la finale pour le bronze (8-15). Son parcours, cependant, est le meilleur jamais réalisé par un tireur iranien aux Jeux olympiques, et lui permet de monter au sixième rang mondial. À trente-deux ans, il poursuit sa carrière internationale. La première étape de la coupe du monde 2016-2017, disputée en l'absence de l'équipe de Russie, est l'occasion pour l'équipe d'Iran, dont il est le meneur, de gagner son premier tournoi international par équipes.
Accessoirement, il a remporté l'or aux Jeux d'Asie de l'Ouest en 2005.

## Palmarès
- Championnats du monde d'escrime
  -  Médaille de bronze aux championnats du monde d'escrime 2019 à Budapest

- Jeux asiatiques
  -  Médaille d'argent par équipes aux Jeux asiatiques de 2014 à Incheon

- Championnats d'Asie d'escrime
  -  Médaille d'argent par équipes aux championnats d'Asie d'escrime 2017 à Séoul
  -  Médaille d'argent par équipes aux championnats d'Asie d'escrime 2015 à Singapour
  -  Médaille d'argent aux championnats d'Asie d'escrime 2014 à Suwon
  -  Médaille d'argent par équipes aux championnats d'Asie d'escrime 2013 à Shanghai
  -  Médaille de bronze aux championnats d'Asie 2015 à Singapour
  -  Médaille de bronze par équipes aux championnats d'Asie 2014 à Suwon
  -  Médaille de bronze aux championnats d'Asie 2013 à Shanghai
  -  Médaille de bronze par équipes aux championnats d'Asie d'escrime 2012 à Wakayama
  -  Médaille de bronze par équipes aux championnats d'Asie d'escrime 2010 à Séoul

## Classement en fin de saison
| Année | 2004 | 2005 | 2006 | 2007 | 2008 | 2009 | 2010 | 2011 | 2012 | 2013 | 2014 | 2015 | 2016 | 2017 | 2018 | 2019 |
| ----- | ---- | ---- | ---- | ---- | ---- | ---- | ---- | ---- | ---- | ---- | ---- | ---- | ---- | ---- | ---- | ---- |
| Rang  | 92   | 106  | 196  | 113  | 128  | 50   | 41   | 96   | 73   | 51   | 23   | 26   | 6    | 17   | 20   | 10   |